# Anarthruropsis langi
Anarthruropsis langi är en kräftdjursart som beskrevs av Rosalia Konstantinovna Kudinova-Pasternak 1976. Anarthruropsis langi ingår i släktet Anarthruropsis, överfamiljen Paratanaoidea, ordningen tanaider, klassen storkräftor, fylumet leddjur och riket djur. Inga underarter finns listade i Catalogue of Life.